# Enicospilus belosus
Enicospilus belosus là một loài tò vò trong họ Ichneumonidae.